# SGR 1935+2154
SGR 1935+2154 è una magnetar situata nella costellazione della Volpetta, a circa 30.000 anni luce di distanza, nella Via Lattea. La sigla SGR sta per soft gamma repeater e indica un oggetto con forti emissioni di raggi x e raggi gamma a intervalli irregolari.

## FRB 200428
La sorgente è stata individuata la prima volta nel 2014 come fonte in intervalli diversi e già dal 27 aprile 2020 telescopi spaziali quali Swift e Fermi avevano individuato una serie di lampi gamma di intensità fino a 350 keV. Subito dopo anche AGILE ha rilevato decine di emissioni nei raggi x della durata di circa 0,5 s e intensità fino a 100 keV. Il 28 aprile è stato, però, rilevato un fast radio burst, per la prima volta insieme a lampi di raggi x e gamma e individuandone con precisione la sorgente, situata nella nostra galassia. Quel giorno il radiotelescopio CHIME ha rilevato i segnali radio dalla magnetar senza neanche osservarla direttamente e con un'intensità paragonabile ad altri frb. Con questa ricerca si attribuiscono, quindi, gli impulsi radio ad accelerazioni impulsive di elettroni e positroni e i lampi radio veloci più lontani potrebbero provenire anch'essi da alcune magnetar. Tuttavia, nelle osservazioni dei giorni successivi da parte di osservatori come il Very Large Array non sono state più trovate emissioni radio corrispondenti ai lampi di raggi x, lasciando la questione in sospeso.
Nel 2020, grazie ad osservazioni effettuate con i telescopi spaziali NICER e XMM-Newton, è stata rilevata una rapida diminuzione della velocità di rotazione della magnetar. Il raro fenomeno, chiamato rallentamento rotazionale (anti-glitch), sarebbe imputabile alla presenza di una frattura superficiale situata nei pressi del polo magnetico stellare simile a un vulcano da cui si dirama un massiccio vento di particelle tale che potrebbe anche influenzare la geometria del campo magnetico esterno.